# 美国边境巡逻队
美国边境巡逻队（英語：United States Border Patrol, USBP）是美国的一个联邦执法机构，美国边境警察，负责监视边境，并阻止非法移民、走私人员、恐怖分子等违法人员进入美国。该机构是美国国土安全部下属美国海关和边境保护局的一个分支。